# Список птиц, занесённых в Красную книгу Узбекистана
В данный список включены 50 видов и подвидов птиц, вошедших в последнее (третье) издание Красной книги Республики Узбекистан (2009). По сравнению с предыдущим изданием Красной книги (1998) два вида были исключены из списка — пустынный воробей (восстановление популяции) и малый лебедь (случайный транзитный мигрант).
В книгу по причине статуса транзитных мигрантов не были включены 3 вида, имеющие охранный статус МСОП выше LC: дупель (NT), сухонос (VU), чирок-клоктун (VU).
Обозначения охранного статуса МСОП:
- CR — в критическом состоянии
- EN — под угрозой исчезновения
- LC — минимальный риск
- NT — близкие к переходу в группу угрожаемых
- VU — в уязвимости

Названия отрядов, семейств и видов приведены в алфавитном порядке. Латинские названия видов и подвидов приведены в соответствии с использованными в Красной книге Узбекистана.
| Иллюстрация                                                         | Название                                                                           | Охранный статус в Красной книге Узбекистана/ Статус, численность и распространение на территории Узбекистана | Охранный статус МСОП | Примечания |
| ------------------------------------------------------------------- | ---------------------------------------------------------------------------------- | --- | -------------------- | ---------- |
| Отряд Аистообразные (Ciconiiformes)                                 |                                                                                    | |                      |            |
| Семейство Аистовые (Ciconiidae)                                     |                                                                                    | |                      |            |
|                                                                     | Белый аист туркестанский (Ciconia ciconia asiatica)                                | 3. Близкий к уязвимым Гнездовой, перелётный подвид.Численность:В 1960—1980-х годах был обычен в центральном и юго-западном Узбекистане, в настоящее время сохранились лишь восточные популяции. Гнездится около 1,5 тысяч пар (70-80 % мировой популяции), из них 95 % — в Ферганской долине; зимуют лишь несколько сотен особей. Распространение: Среднее течение реки Сырдарья, среднее и нижнее течение реки Чирчик, Ферганская долина, предгорья Туркестанского хребта, юг Сурхандарьинской области (гнездование, зимовка). | LC                   | [ 5 ]      |
|                                                                     | Чёрный аист (Ciconia nigra)                                                        | 2. Уязвимый Гнездовой, перелётный вид. Численность: Всегда был малочисленен. Гнездится, вероятно, до 20 пар, на пролёте — несколько десятков особей. Распространение: Западный Тянь-Шань, Западный Памиро-Алай (гнездование), равнинные и низкогорные районы (пролёт). | LC                   | [ 6 ]      |
| Семейство Ибисовые (Threskiornithidae)                              |                                                                                    | |                      |            |
|                                                                     | Каравайка (Plegadis falcinellus)                                                   | 2. Уязвимый Гнездовой, перелётный вид. Численность: В 1960-х годах была обычна в южном Приаралье, в настоящее время исчезла из многих мест обитания. В дельте реки Амударья гнездится 700—800 пар; на пролёте — до нескольких сотен особей. Распространение: низовья Амударьи (гнездование), водоёмы в долинах рек Амударья и Сырдарья (пролёт). | LC                   | [ 7 ]      |
|                                                                     | Обыкновенная колпица (Platalea leucorodia)                                         | 2. Уязвимый Гнездовой, перелётный вид. Численность: В 1960-х годах была обычна в южном Приаралье, в настоящее время исчезла из многих мест обитания. В дельте реки Амударья гнездится до 200 пар, в Ферганской долине — около 50, на Айдар-Арнасайских озёрах — около 50, вдоль Аму-Бухарского и Каршинского каналов — до 100 пар. Распространение: южное Приаралье, бассейны рек Сырдарья, Амударья, Сурхандарья; Ферганская долина (гнездование, пролёт). | LC                   | [ 6 ]      |
| Семейство Цаплевые (Ardeidae)                                       |                                                                                    | |                      |            |
|                                                                     | Жёлтая цапля (Ardeola ralloides)                                                   | 2. Уязвимый Гнездовой, перелётный вид. Численность: В 1960-х годах была обычна в южном Приаралье, в настоящее время исчезла из многих мест обитания. В низовьях реки Амударья гнездится около 100 пар; в других районах отмечены единичные негнездовые встречи. Распространение: низовья реки Амударья (гнездование), бассейн реки Амударья (пролёт). | LC                   | [ 5 ]      |
|                                                                     | Малая белая цапля (Egretta garzetta)                                               | 2. Уязвимый Гнездовой, перелётный вид. Численность: В 1960-х годах была обычна в южном Приаралье, в настоящее время исчезла из многих мест обитания. В низовьях реки Амударья гнездится около 100 пар; в других районах отмечены единичные негнездовые встречи. Распространение: южное Приаралье и бассейн реки Амударья (гнездование), бассейн реки Сырдарья (зимовка). | LC                   | [ 8 ]      |
| Отряд Голубеобразные (Columbiformes)                                |                                                                                    | |                      |            |
| Семейство Голуби (Columba)                                          |                                                                                    | |                      |            |
|                                                                     | Бурый голубь (Columba eversmanni)                                                  | 2. Уязвимый Гнездовой, перелётный, эндемичный вид. Численность: В прошлом был обычен, вероятно, гнездилось до нескольких тысяч. В 1960—1970-х годах численность резко сократилась, в настоящее время — возможно, несколько сотен птиц. Распространение: Низкогорья Западного Тянь-Шаня, Западного Памиро-Алая, долины рек Сырдарья, Амударья, Зеравшан, Кашкадарья (гнездование); равнинные и предгорные районы (пролёт, кочёвки). | VU                   | [ 9 ]      |
| Отряд Гусеобразные (Anseriformes)                                   |                                                                                    | |                      |            |
| Семейство Утиные (Anatidae)                                         |                                                                                    | |                      |            |
|                                                                     | Белоглазый нырок (Aythya nyroca)                                                   | 3. Близкий к уязвимым Гнездовой, перелётный вид. Численность: До 1960-х годов был обычен в бассейнах рек Амударья и Сырдарья, в настоящее время численность резко сократилась. Гнездится 3-4 тысячи птиц, в отдельные годы зимует до 7 тысяч особей. Распространение: бассейны рек Амударья, Сырдарья, Зеравшан (гнездование, пролёт, зимовка). | NT                   | [ 10 ]     |
|                                                                     | Краснозобая казарка (Branta ruficollis)                                            | 2. Уязвимый Перелётный вид. Численность: Всегда была малочислена. В настоящее время — от единичных особей до нескольких десятков на пролёте. Распространение: Озёра Каракыр, Айдаркуль, Тузкан, Денгизкуль, Чардаринское водохранилище, Актепа (зимовка). | EN                   | [ 11 ]     |
|                                                                     | Лебедь-кликун (Cygnus cygnus)                                                      | 2. Уязвимый Перелётный вид. Численность: Всегда был малочисленен, за последнее десятилетие численность ещё более сократилась. На пролёте и зимовке — до 100 особей, небольшими группами (2-10). Распространение: равнинные водоёмы, южная часть Аральского моря (пролёт), Южно-Сурханское водохранилище, озёра Бухарской области, озёра Тузкан, Айдаркуль (зимовка). | LC                   | [ 12 ]     |
|                                                                     | Лебедь-шипун (Cygnus olor)                                                         | 2. Уязвимый Гнездовой, перелётный вид. Численность: До 1950-х был обычен в южном Приаралье, в настоящее время исчез из некоторых мест обитания. В дельте реки Амударья гнездится до 300—400 пар, на пролёте и зимовке — несколько сотен особей, небольшими группами (2-15). Распространение: бассейн реки Амударья (гнездование); пустыня Кызылкум (кочёвки, зимовка). | LC                   | [ 12 ]     |
|                                                                     | Мраморный чирок (Marmaronetta angustirostris)                                      | 1. На грани полного исчезновения Гнездовой, перелётный вид. Численность: До 1960-х годов был обычен в бассейнах рек Амударья и Сырдарья, в настоящее время исчез из многих мест обитания. Гнездится 200—300 пар (1,5-2 % мировой популяции). На пролёте — 0,5-1,5 тысячи особей. На крупных южных водоёмах осенью и зимой образует скопления до 200—400 особей. Распространение: бассейн реки Амударья от Термеза до Ургенча, долина реки Зеравшан (гнездование), Денгизкуль (зимовка). | VU                   | [ 11 ]     |
|                                                                     | Пискулька (Anser erythropus)                                                       | 2. Уязвимый Перелётный вид. Численность: Всегда был малочисленен. В настоящее время в различные годы от 200 до 2000 особей (0,5-5 % мировой популяции) на пролёте и зимовке. Распространение: бассейны рек Амударья, Сырдарья; Южное Приаралье, озёра Денгизкуль, Айдаркуль; Чардаринское, Южно-Сурханское водохранилища (пролёт, зимовка). | VU                   | [ 12 ]     |
|                                                                     | Савка (Oxyura leucocephala)                                                        | 1. На грани полного исчезновения Гнездовой, перелётный вид. Численность: В 1930-х годах в Средней Азии и Казахстане обитало более 30 тысяч особей. В настоящее время гнездится и летует до 2 тысяч особей (20 % мировой популяции); на пролёте — более 5 тысяч. На озере Денгизкуль зимует до 5 тысяч особей. Распространение: южное Приаралье, низовье реки Зеравшан (гнездование); Центральный Кызылкум, Хорезмский оазис, Голодная степь (пролёт); озеро Денгизкуль (зимовка). | EN                   | [ 10 ]     |
| Отряд Журавлеобразные (Gruiformes)                                  |                                                                                    | |                      |            |
| Семейство Дрофиные (Otididae)                                       |                                                                                    | |                      |            |
|                                                                     | Вихляй восточный (Chlamydotis undulata macqueenii)                                 | 2. Уязвимый Гнездовой, перелётный подвид. Численность: На гнездовании — 1,5-3 тысячи (0,05-0,4 особи на кв. км); на пролёте — до 20 тысяч особей. В 1960-х годах численность и ареал сократились, с 1980-х годов отмечено ещё более резкое сокращение. Распространение: пустыня Кызылкум. | VU                   | [ 13 ]     |
|                                                                     | Дрофа (Otis tarda)                                                                 | 1. На грани полного исчезновения Перелётный вид. Численность: Прежде была редка на гнездовании, обычна на зимовке, теперь на гнездовании и зимовке исчезла; на пролёте — единичные особи и небольшие группы (до 11 птиц). Распространение: плато Устюрт (пролёт); Юго-Западный Кызылкум, долина реки Зеравшан, низовья рек Сурхандарья, Шерабаддарья (пролёт, в прошлом — зимовка); Голодная и Дальверзинская степи, подножье хребта Нуратау (пролёт, в прошлом — гнездование). | VU                   | [ 14 ]     |
|                                                                     | Стрепет (Tetrax tetrax)                                                            | 2. Уязвимый Возможно гнездовой, перелётный вид. Численность: На пролёте единично, небольшими группами. Популяция сильно сократилась в 1960—1970-х годах, в настоящее время стабилизируется. На зимовке стаи — до нескольких тысяч. Распространение: равнинные районы (пролёт); Туркестанский хребет (возможное гнездование), юг Узбекистана (зимовка). | NT                   | [ 13 ]     |
| Семейство Журавлиные (Gruidae)                                      |                                                                                    | |                      |            |
|                                                                     | Стерх (Grus leucogeranus)                                                          | 1. На грани полного исчезновения Перелётный вид. Численность: на пролёте — единичные особи (иногда в стаях серого журавля) из угасающей обской популяции, насчитывающей 20 птиц. Распространение: южное Приаралье, бассейны рек Амударья и Сырдарья. | CR                   | [ 14 ]     |
| Отряд Курообразные (Galliformes)                                    |                                                                                    | |                      |            |
| Семейство Фазановые (Phasianidae)                                   |                                                                                    | |                      |            |
| Изображение (недоступная ссылка) обыкновенного фазана зеравшанского | Обыкновенный фазан зеравшанский (Phasianus colchicus zerafschanicus)               | 3. Близкий к уязвимым Оседлый эндемичный подвид. Численность: В 1960—1970-х годов резко сократилась, на юге ареала — исчез. В настоящее время численность стабилизировалась (всего около 5 тысяч особей), но зависит от охраны (в Зарафшанском заповеднике — около 2 тысяч). Распространение: Долина реки Зеравшан, в прошлом — долина реки Кашкадарья. | LC                   | [ 15 ]     |
| Отряд Пеликанообразные (Pelecaniformes)                             |                                                                                    | |                      |            |
| Семейство Баклановые (Phalacrocoracidae)                            |                                                                                    | |                      |            |
|                                                                     | Малый баклан (Phalacrocorax pygmaeus)                                              | 3. Близкий к уязвимым Гнездовой, перелётный вид. Численность: Ранее гнездился на островах Аральского моря, в настоящее время там исчез. Заселяет новые места обитания в бассейнах рек Амударья и Сырдарья. Гнездится 10-12 тыс. пар (30-35 % мировой популяции); зимует около 10 тысяч особей. Распространение: Аральское море, бассейны рек Амударья, Зеравшан, Кашкадарья, среднее течение реки Сырдарья и юг республики (гнездование и зимовка). | LC                   | [ 8 ]      |
| Семейство Пеликановые (Pelecanidae)                                 |                                                                                    | |                      |            |
|                                                                     | Кудрявый пеликан (Pelecanus crispus)                                               | 2. Уязвимый Гнездовой, перелётный вид.Численность: В 1960-х годах был обычен в Южном Приаралье, в настоящее время исчез из многих мест обитания. Гнездится около 250 пар (5-6 % мировой популяции), на пролёте — до 1 тысячи особей, зимует — от нескольких десятков до нескольких сотен. Распространение: низовья рек Амударья и Зеравшан, среднее течение реки Сырдарья (гнездование), центральная и южная части Узбекистана (пролёт и зимовка). | VU                   | [ 16 ]     |
|                                                                     | Розовый пеликан (Pelecanus onocrotalus)                                            | 2. Уязвимый Гнездовой, перелётный вид.Численность: В 1960-х годах был обычен в Южном Приаралье, в настоящее время обитает до 7 тысяч птиц. Гнездится 500—700 пар (2-3 % мировой популяции). Зимует несколько сотен особей, на пролёте — стаи до нескольких тысяч. Распространение: южное Приаралье (гнездование); бассейны рек Амударья, Зеравшан, Сырдарья (пролёт, зимовка). | LC                   | [ 16 ]     |
| Отряд Ржанкообразные (Charadriiformes)                              |                                                                                    | |                      |            |
| Семейство Бекасовые (Scolopacidae)                                  |                                                                                    | |                      |            |
|                                                                     | Азиатский бекасовидный веретенник (Limnodromus semipalmatus)                       | 2. Уязвимый Перелётный вид. Численность: Всегда был малочислен. На пролёте единично и группами (2-6 особей). Распространение: южное Приаралье, среднее течение реки Сырдарья (окрестности города Чиназ, Дальверзинские озера) — пролёт. | NT                   | [ 17 ]     |
|                                                                     | Тонкоклювый кроншнеп (Numenius tenuirostris)                                       | 1. На грани полного исчезновения Перелётный вид. Численность: Всегда был малочислен. В прошлом на пролёте — стайками (3-15), в настоящее время — единично. Распространение: южное Приаралье (пролёт). | CR                   | [ 17 ]     |
| Семейство Ржанковые (Charadriidae)                                  |                                                                                    | |                      |            |
|                                                                     | Кречётка (Vanellus gregarius)                                                      | 2. Уязвимый Перелётный вид. Численность: Всегда была немногочисленна. В 1970—1980-х годах на пролёте учитывались небольшие стайки (10-20); в настоящее время — единично или мелкими группами (3-5). Распространение: южное Приаралье, Каттакурганское и Чардаринское водохранилища, озеро Айдаркуль, среднее течение реки Сырдарья (пролёт). | CR                   | [ 18 ]     |
| Семейство Тиркушковые (Glareolidae)                                 |                                                                                    | |                      |            |
|                                                                     | Степная тиркушка (Glareola nordmanni)                                              | 2. Уязвимый Возможно гнездовой, перелётный вид. Численность: Всегда была малочисленна. На пролёте и летом (Приаралье) — несколько десятков особей. Распространение: южное Приаралье (пролёт, летние встречи, возможное гнездование), равнинные районы (пролёт). | NT                   | [ 18 ]     |
| Семейство Чайковые (Laridae)                                        |                                                                                    | |                      |            |
|                                                                     | Черноголовый хохотун (Larus ichthyaetus)                                           | 2. Уязвимый Гнездовой, перелётный вид. Численность: Ранее был обычен. На островах Аральского моря гнездилось до 3 тысяч особей; в настоящее время на гнездовании исчез, на пролёте и зимовке — несколько сотен особей. Распространение: острова Аральского моря, южное Приаралье (гнездование); равнинные водоёмы (пролёт); средние течения рек Сырдарья и Амударья (зимовка). | LC                   | [ 17 ]     |
| Отряд Рябкообразные (Pteroclidiformes)                              |                                                                                    | |                      |            |
| Семейство Рябковые (Pteroclididae)                                  |                                                                                    | |                      |            |
|                                                                     | Белобрюхий рябок восточный (Pterocles alchata caudacutus)                          | 2. Уязвимый Гнездовой, перелётный подвид. Численность: В прошлом был обычен. В 1960—1970-х годах в локальных популяциях учитывалось 0,4-3 особи на 1 га, до 200 птиц за час на водопое; с 1970-х годов численность резко сократилась, в настоящее время — не более нескольких десятков тысяч на гнездовании и пролёте. Распространение: пустыня Кызылкум (гнездование, в прошлом зимовки); Каршинская степь, пески Сундукли, предгорья хребта Нуратау, долины рек Амударья, Сурхандарья, Зеравшан (гнездование); равнинные районы (пролёт). | LC                   | [ 9 ]      |
| Отряд Соколообразные (Falconiformes)                                |                                                                                    | |                      |            |
| Семейство Соколиные (Falconidae)                                    |                                                                                    | |                      |            |
|                                                                     | Балобан (Falco cherrug)                                                            | 3. Близкий к уязвимым Гнездовой, перелётный вид. Численность: С 1990-х годов локально сокращается. Всего, вероятно, гнездится 120—150 пар; мигрируют — 500—700 особей; на зимовке в южных районах — 100—150, в остальных — единичные особи. Распространение: равнинные и низкогорные районы (гнездование, кочёвки). | EN                   | [ 19 ]     |
|                                                                     | Сапсан (Falco peregrinus)                                                          | 2. Уязвимый Перелётный вид. Численность: Всегда был малочислен. На пролёте и зимовке — от нескольких десятков до 200—300 (неравномерно по годам), единично и группами по 2-5 особей. Распространение: равнинные и предгорные районы (пролёт, зимовка). | LC                   | [ 15 ]     |
|                                                                     | Степная пустельга (Falco naumanni)                                                 | 3. Близкий к уязвимым Гнездовой, перелётный вид. Численность: До 1970-х годов был обычен на гнездовании и пролёте. В 1970—1980-х годах в южных районах учитывалось 50-300 гнездовых пар, в северных — отдельные пары; всего, вероятно, гнездилось около 500 пар. В настоящее время численность постепенно снижается. Распространение: Западный Тянь-Шань, Западный Памиро-Алай, останцовые горы Кызылкумов, низовья реки Амударья, долина реки Зеравшан (гнездование); все районы — пролёт. | LC                   | [ 19 ]     |
|                                                                     | Шахин (Falco pelegrinoides)                                                        | 2. Уязвимый Полуоседлый вид. Численность: Всегда был малочислен. С 1990-х годов популяция локально сокращается. Всего, вероятно, гнездится 15-20 пар; на зимовке в южных районах — единичные особи. Распространение: Западный Тянь-Шань, Западный Памиро-Алай, останцовые горы пустыни Кызылкум (гнездование); все районы (кочёвки). | LC                   | [ 15 ]     |
| Отряд Фламингообразные (Phoenicopteriformes)                        |                                                                                    | |                      |            |
| Семейство Фламинговые (Phoenicopteridae)                            |                                                                                    | |                      |            |
|                                                                     | Обыкновенный фламинго (Phoenicopterus roseus)                                      | 2. Уязвимый Перелётный вид. Численность: Всегда был малочисленен. На пролёте от нескольких десятков до нескольких сотен особей, обычно стаями по 10-15 птиц. Распространение: южное побережье Аральского моря (регулярный пролёт), бассейны рек Сырдарья и Амударья (отдельные встречи). | LC                   | [ 7 ]      |
| Отряд Ястребообразные (Accipitriformes)                             |                                                                                    | |                      |            |
| Семейство Скопиные (Pandionidae)                                    |                                                                                    | |                      |            |
|                                                                     | Скопа (Pandion haliaetus)                                                          | 2. Уязвимый Гнездовой, перелётный вид. Численность: Всегда был малочислен. На пролёте — несколько сотен особей одиночками и небольшими группами; гнездование — в низовьях Амударьи — единично и нерегулярно. Распространение: Хорезмская область (гнездование); пролёт — почти повсеместно. | LC                   | [ 20 ]     |
| Семейство Ястребиные (Accipitridae)                                 |                                                                                    | |                      |            |
|                                                                     | Белоголовый сип (Gyps fulvus)                                                      | 3. Близкий к уязвимым Оседлый вид. Численность: В 1980-х годах учитывалось около 140 гнездовых пар (хребет Нуратау — 45-70, Актау — 6-8, Туркестанский — 20, Чаткальский — 7, Гиссарский — 29 пар и 40-58 особей); всего с птенцами — несколько сотен особей. Численность постепенно снижается. Распространение: Западный Тянь-Шань, Западный Памиро-Алай (гнездование); почти повсеместно кочёвки. | LC                   | [ 21 ]     |
|                                                                     | Беркут центральноазиатский (Aquila chrysaetos daphanea)                            | 2. Уязвимый Оседлый подвид. Численность: Всегда был малочислен. В 1970—1980-х годах учитывалось 70-80 гнездовых пар (хребты Букантау — 7-8, Тамдытау — 7, Мурунтау — 3, Писталитау — 2, Нуратау — 10, Гиссарский — 12-16, Туркестанский — 4-5, Зеравшанский — 2, Чаткальский — 10). Распространение: Западный Тянь-Шань, Западный Памиро-Алай. | LC                   | [ 22 ]     |
|                                                                     | Беркут южноевропейский (Aquila chrysaetos fulva)                                   | 2. Уязвимый Оседлый подвид. Численность: Всегда был малочислен. В 1970—1980-х годах учитывалось 10-20 гнездовых пар (Устюрт — 2, Кызылкум — 10). Распространение: плато Устюрт, южное Приаралье, Кызылкум. | LC                   | [ 22 ]     |
|                                                                     | Большой подорлик (Aquila clanga)                                                   | 2. Уязвимый Перелётный вид. Численность: Всегда был малочислен. На пролёте — единично и группами по 2-3 особи. Распространение: Равнинные и низкогорные районы (пролёт). | VU                   | [ 23 ]     |
|                                                                     | Бородач (Gypaetus barbatus)                                                        | 2. Уязвимый Оседлый вид. Численность: Гнездится 50-70 пар (хребет Кугитанг — 5-6; Бабатаг — 5; Гиссарский — 15-20; Зеравшанский, Туркестанский, Нуратау, Чаткальский — по 5-6, Кураминский, Пскемский, Угамский — по 2-3); всего с птенцами около 200 особей. Распространение: южное Приаралье (гнездование); пролёт и зимовка — почти повсеместно, исключая высокогорья и Ферганскую долину. | LC                   | [ 24 ]     |
|                                                                     | Змееяд (Circaetus gallicus)                                                        | 2. Уязвимый Гнездовой, перелётный вид. Численность: В 1970—1980-х годах учитывалось около 20 гнездовых пар (Центральный Кызылкум — 8, заповедник Арал-Пайгамбар — 1, низовья реки Амударья — 2, хребет Нуратау — 2, Чаткальский хребет — 4-5); около 50 одиночных особей — в гнездовой период); всего, вероятно, до 30-40 гнездовых пар. В настоящее время численность сильно сократилась. Распространение: по всей территории Узбекистана, исключая гнездование на высокогорьях и возделываемых землях. | LC                   | [ 25 ]     |
|                                                                     | Каменный орёл восточный (Aquila rapax orientalis)                                  | 3. Близкий к уязвимым Гнездовой, перелётный подвид. Численность: Единичное гнездование отмечено в 1948 году. На пролёте — единично и группами по 2-3 особи. Распространение: Плато Устюрт (гнездование, пролёт, кочёвки), равнинные и низкогорные районы (кочевки). | LC                   | [ 23 ]     |
|                                                                     | Могильник (Aquila heliaca heliaca)                                                 | 2. Уязвимый Гнездовой, перелётный подвид. Численность: Всегда был малочислен. В 1970—1980-х годах плотность гнездований в останцах Букантау и Северном Кызылкуме составляла 0,4-0,8 пары на 100 кв. км; на пролёте — единично и группами до 15 птиц. В настоящее время численность сильно сократилась. Распространение: плато Устюрт, Северный Кызылкум (гнездование); равнинные районы (пролёт, кочёвки). | VU                   | [ 22 ]     |
|                                                                     | Орёл-карлик (Hieraaetus pennatus)                                                  | 2. Уязвимый Гнездовой, перелётный вид. Численность: До 1950-х годов был обычен. В 1980-х годах учитывалось 20 гнездовых пар (хребты Нуратау — 14, Туркестанский — 2, Зеравшанский — 2, Чаткальский — 2). В настоящее время численность сильно сократилась. Распространение: Западный Тянь-Шань, Западный Памиро-Алай, бассейн реки Сырдарья (гнездование); все районы (пролёт). | LC                   | [ 26 ]     |
|                                                                     | Орлан-белохвост (Haliaeetus albicilla)                                             | 2. Уязвимый Гнездовой, перелётный вид. Численность: Всегда был малочисленен. На пролёте одиночками, парами и группами; гнездование — единично и нерегулярно; зимует около 300—400 птиц. Распространение: южное Приаралье (гнездование); пролёт и зимовка — почти повсеместно, исключая высокогорья и Ферганскую долину. | LC                   | [ 24 ]     |
|                                                                     | Орлан-долгохвост (Haliaeetus leucoryphus)                                          | 2. Уязвимый Перелётный вид. Численность: До 1960-х годов учитывалось до нескольких десятков птиц, в настоящее время — единичные, преимущественно пролетные и зимующие особи. Распространение: южное Приаралье (кочёвки); бассейн реки Амударья от Термеза до Ургенча (кочёвки, зимовка); пустыня Кызылкум (пролёт). | VU                   | [ 20 ]     |
|                                                                     | Снежный гриф (Gyps himalayensis)                                                   | '2. Уязвимый Оседлый вид. Численность: Всегда был малочисленен. В Гиссарском хребте отмечены единичные гнездования (стая из 16 птиц); в других местах — единичные встречи. Всего, вероятно, не более 20 особей. Распространение: Гиссарский хребет (гнездование); Западный Тянь-Шань, Туркестанский хребет (кочёвки). | LC                   | [ 21 ]     |
|                                                                     | Степной лунь (Circus macrourus)                                                    | 3. Близкий к уязвимым Перелётный вид. Численность: В 1970—1980-х годах был обычен, местами многочислен; в настоящее время на пролёте —несколько сотен: одиночками и небольшими группами. Распространение: Кызылкум, долины рек Амударья, Сырдарья, Зеравшан, Сурхандарья (пролёт). | NT                   | [ 23 ]     |
|                                                                     | Степной орёл (Aquila nipalensis) в книге указан как подвид Aquila rapax nipalensis | 3. Близкий к уязвимым Перелётный вид. Численность: На пролёте — единично и группами по 2-3, иногда до нескольких сотен в день; кочуют несколько десятков; нерегулярно зимуют единичные особи. Распространение: равнинные и низкогорные районы (пролёт, зимовка). | LC                   | [ 23 ]     |
|                                                                     | Чёрный гриф (Aegypius monachus)                                                    | 3. Близкий к уязвимым Оседлый вид.Численность: В 1980-х гг. учитывалось около 80 гнездовых пар (хребты Нуратау — 40-50, Букантау — 5-6, Байсунтау — 1, Туркестанский — 6, Чаткальский — 10-13, Гиссарский хребет — 75-80 особей). В настоящее время численность постепенно снижается. Распространение: Западный Тянь-Шань, Западный Памиро-Алай, останцовые горы Букантау, Тамдытау. | NT                   | [ 25 ]     |
|                                                                     | Ястребиный орёл (Hieraaetus fasciatus)                                             | 1. На грани полного исчезновения Перелётный вид. Численность: Всегда был малочислен. Были известны единичные гнездования в останцовых горах Кызылкума, возможные — в окрестностях Каттакургана и Шерабада. С начала XX века и до 1960-х годов отмечено не более 20 мигрирующих особей. В настоящее время на гнездовании исчез; в 1980—1990 годах в Юго-Западном Кызылкуме учтено 4 единично кочующих особи (Экоцентр «Джейран», степь Карнабчуль). Распространение: Кызылкум (кочёвки, в прошлом — гнездование); Гиссарский, Нуратау, Алайский хребты, пойма реки Зеравшан, окрестности города Ташкента (в прошлом, возможно, гнездование; кочёвки). | LC                   | [ 26 ]     |